# 千光寺山纜車

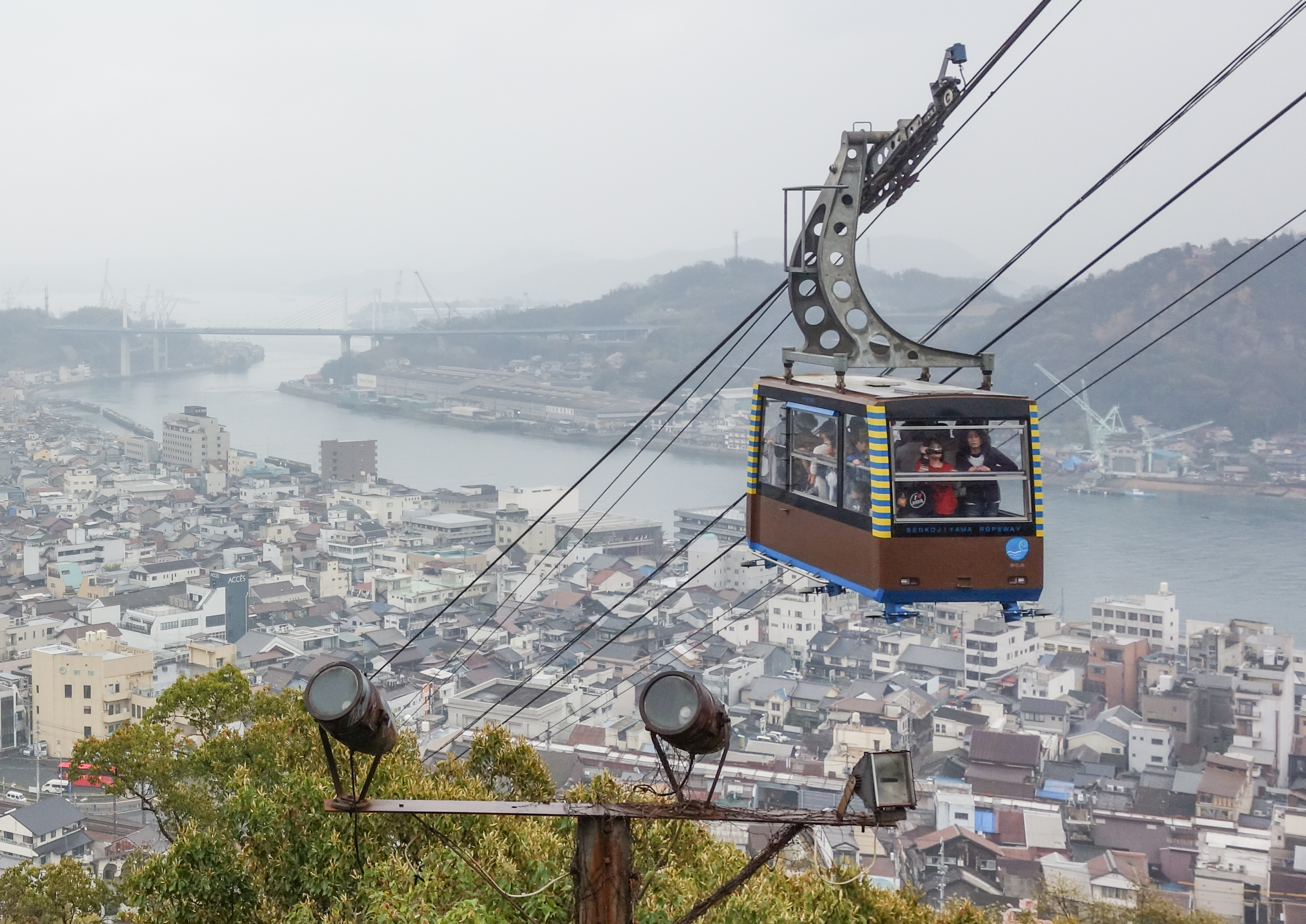
行駛中的千光寺山纜車

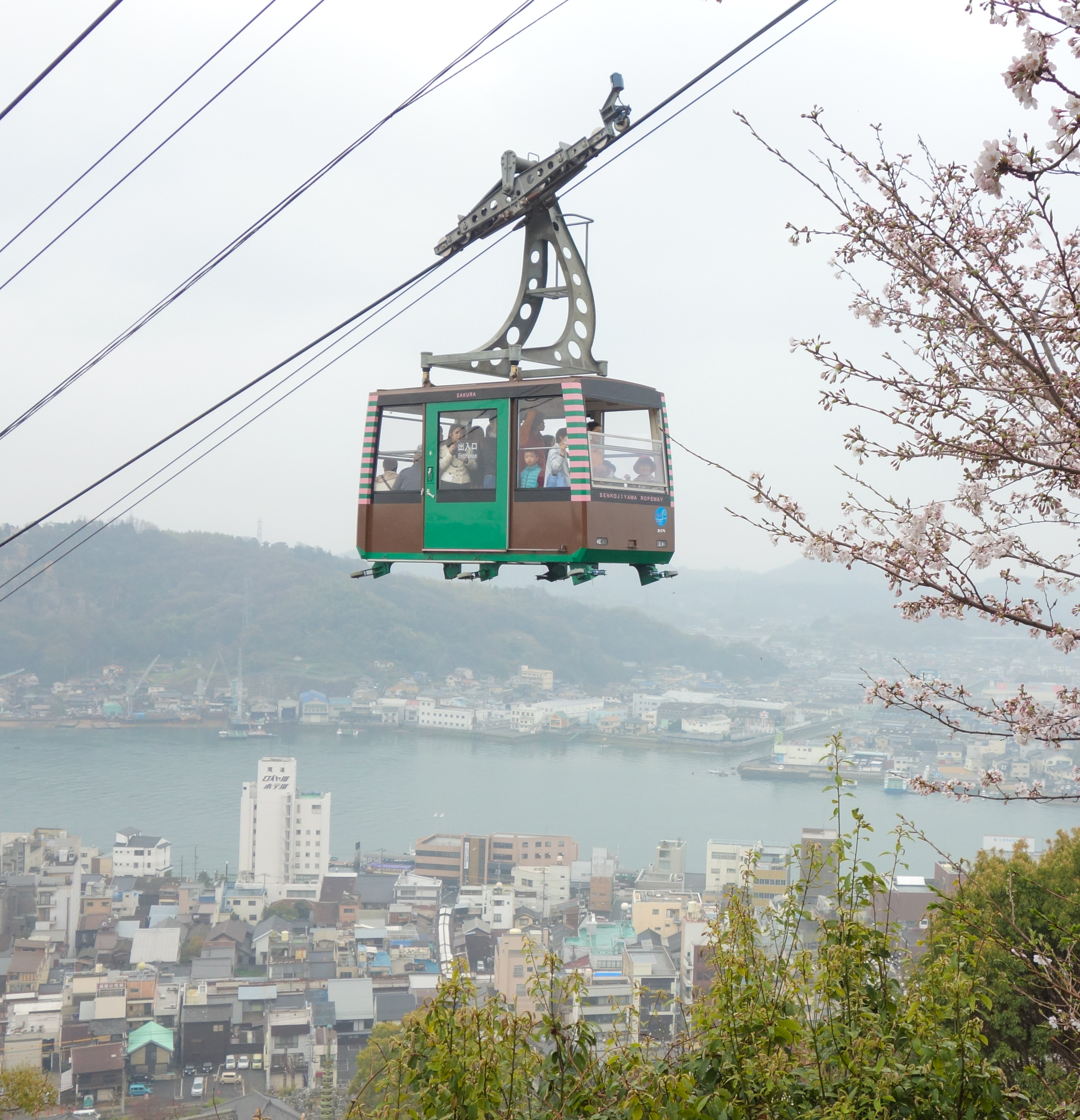
行駛中的千光寺山纜車

千光寺山纜車是位於日本廣島縣尾道市千光寺山的纜車，為配合位於山上的千光寺及千光寺公園所興建，現在由尾道巴士負責經營管理，在2023年時全年約有50萬人次搭乘。
千光寺山纜車全長365公尺，高低差115公尺，為三線交走式纜車，每個車廂最多可乘坐30人，每十五分鐘運行一趟，單趟交通時間約3分鐘。
其山麓站位於尾道本通商店街旁約150公尺處，山頂站位於千光寺公園內，其路線直接自千光寺上方通過。
纜車於1957年開始營運，曾在1982年及2011年先後更換過車廂，2011年起，委託由尾道巴士負責經營管理。

## 車站
- 山麓站（34°24′38.4″N 133°12′05.3″E / 34.410667°N 133.201472°E）
- 山頂站（34°24′38.1″N 133°11′51.4″E / 34.410583°N 133.197611°E）

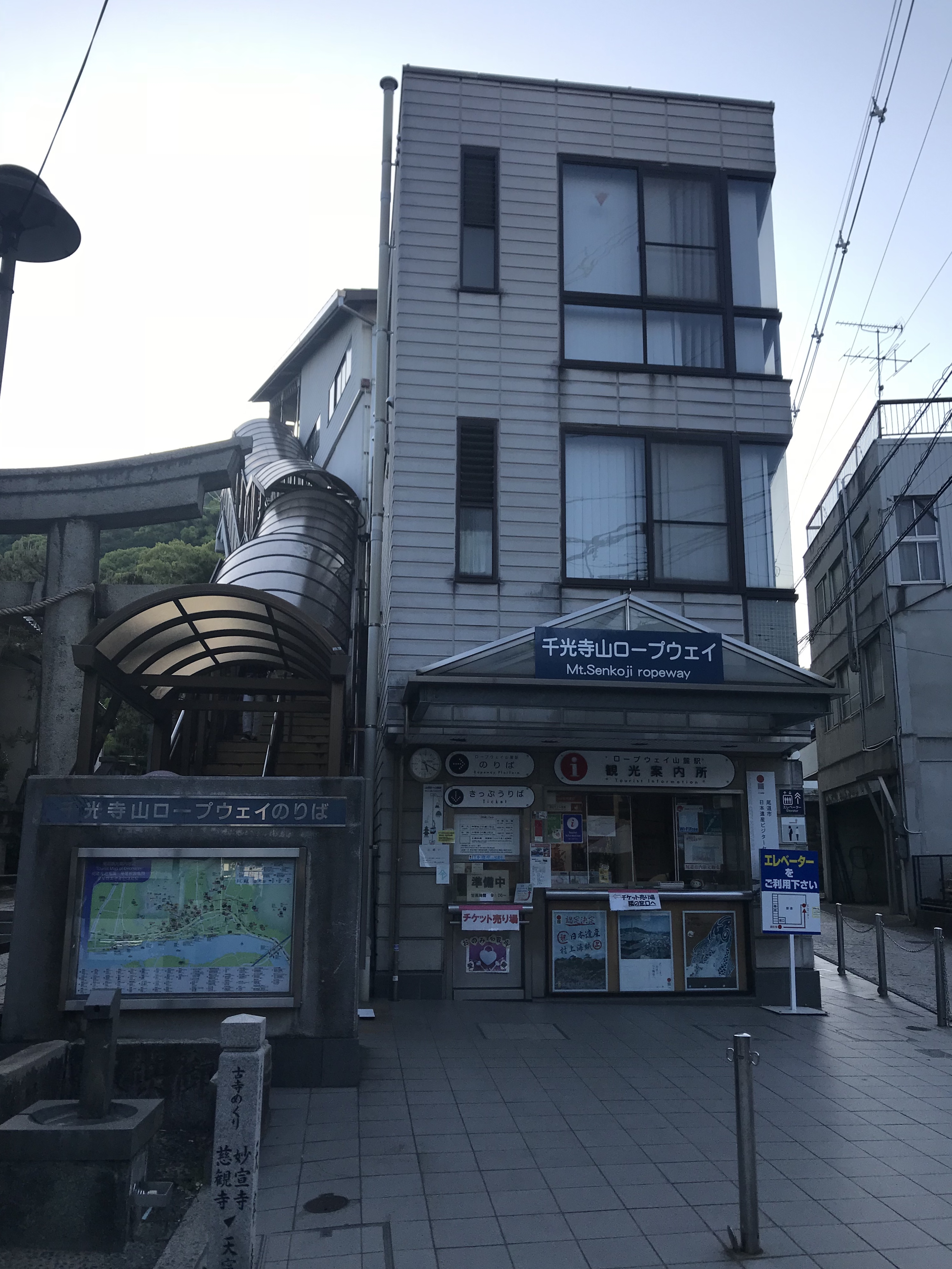
山麓站
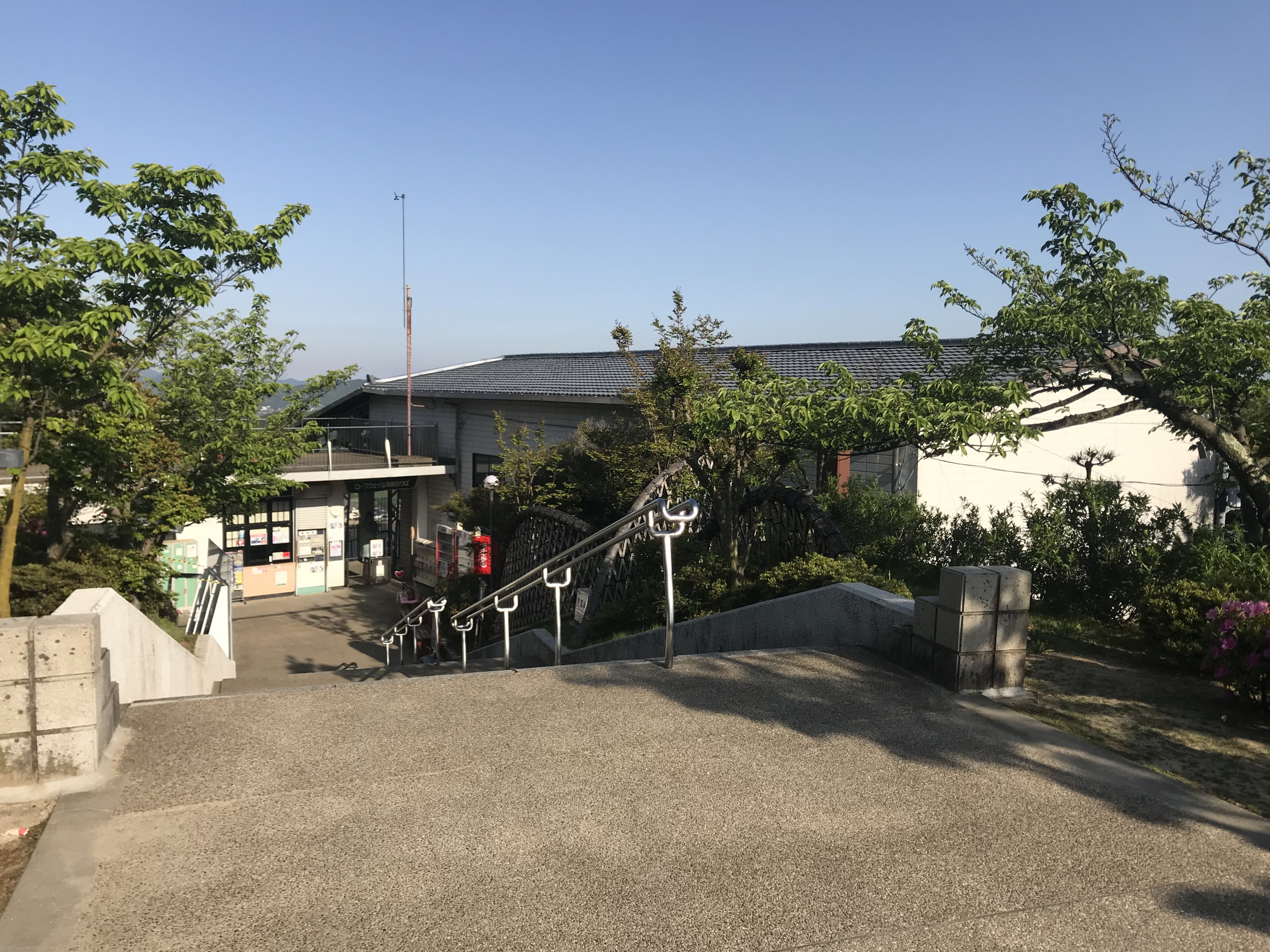
山頂站

## 外部連結
- （日語） 千光寺纜車 （页面存档备份，存于）